# Salvatore Antibo
Salvatore Antibo (Italia, 7 de febrero de 1962) es un atleta italiano retirado, especializado en la prueba de 10000 m en la que llegó a ser subcampeón olímpico en 1988.

## Carrera deportiva
En los JJ. OO. de Seúl 1988 ganó la medalla de plata en los 10000 metros, con un tiempo de 27:23.55 segundos, llegando a la meta tras el marroquí Brahim Boutayeb que con 27:21.44 segundos batió el récord olímpico, y por delante del keniano Kipkemboy Kimeli.